# Eszéki vasúti baleset
Az eszéki vasúti baleset 1882. szeptember 23-án történt.

## Leírása
A megáradt Dráva folyó felett átívelő faszerkezetű híd leszakadt, és a rajta éppen áthaladó vonat a folyóba zuhant. A balesetben 26, a vonaton utazó huszár és két, a hídon dolgozó munkás vesztette életét, összesen 28 fő.
A Dráva folyó áradása miatt rengeteg uszadékfa halmozódott fel a híd pillérei körül. Ezt 40 munkás próbálta meg kiszabadítani és eltakarítani. Szeptember 22-én egy próbajárat már baj nélkül átjutott a hídon. Ezután a hidat a helyszínen tartózkodó mérnökök használhatónak minősítették.
A döntés azonban hibás volt, mert az áradás alámosta a fahíd tartószerkezetét, így az a következő személyvonat alatt összeomlott, a híd leszakadt, és a személykocsik a megáradt folyóba zuhantak.
1883-ban a leszakadt fahíd közelében, a régi híd pótlásaként tartósabb, erősebb, megbízhatóbb vashidat építettek, és arra terelték át a régi fahíd forgalmát.
1886-ban a bíróság a baleset előtt a híd használhatóságát jelentő főmérnököt bűnösnek találta, mivel nem kellő körültekintéssel döntött a fahíd használhatóságáról. Egy év börtönbüntetésre ítélték.